# Distephanus trinervis
Distephanus trinervis là một loài thực vật có hoa trong họ Cúc. Loài này được Bojer ex DC. mô tả khoa học đầu tiên năm 1836.